# Francesca Dellera

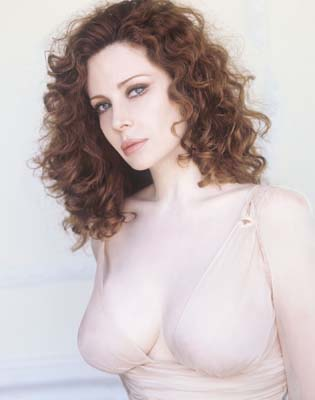
Francesca Dellera

Francesca Dellera, eigentlich Francesca Cervellera (* 2. Oktober 1965 in Rom) ist eine italienische Filmschauspielerin.

## Leben
Francesca Dellera erblickt 1965 in Rom das Licht der Welt. Ihr Mädchenname war Francesca Cervellera. Nach ihrem Schulabschluss begann sie als Model zu arbeiten. Sie zierte sowohl nationale als auch internationale Magazincovers. Während ihrer Modelkarriere arbeitete sie mit renommierten Fotografen zusammen, wie z. B. Helmut Newton, Dominique Isserman, Greg Gorman oder Micheal Comte.
Ihre Filmkarriere startete mit einem kleinen Auftritt in dem Film Grandi magazzini. In ihrem zweiten Film hatte Francesca Dellera bereits eine Hauptrolle. Sie spielte unter der Regie von Tinto Brass die Rolle Rosalba Moniconi in dem Film Die italienische Affäre. Es folgte die Miniserie Die Römerin. Ihre Leistung in dieser Miniserie wurde mit dem Telegatto Award ausgezeichnet.
Es war schließlich der Film Carne - Fleisch der sie international bekannt machte. Nach diesem Film verlagerte sie ihren Lebensmittelpunkt nach Frankreich. An der Seite von Alain Delon spielte sie 1994 in dem Film Der Teddybär.
Ihre bisher letzte Rolle hatte sie 2006 in dem Fernsehfilm La contessa di Castiglione.

## Filmografie
- 1986: Grandi magazzini
- 1987: Die italienische Affäre (Capriccio)
- 1987: Roba da ricchi
- 1988: Die Römerin (La romana, TV-Mini-Serie)
- 1989: La bugiarda (Fernsehfilm)
- 1989: Isabella la ladra (TV-Mini-Serie)
- 1991: Carne – Fleisch (La carne)
- 1994: Der Teddybär (L‘orso di peluche)
- 1999: Nanà (Fernsehfilm)
- 2006: La contessa di Castiglione (Fernsehfilm)